# Fukomys bocagei
Fukomys bocagei е вид бозайник от семейство Bathyergidae.

## Разпространение
Видът е разпространен в Ангола и Намибия.